# 国際報道2014
『国際報道20xx』（こくさいほうどう にせんxx、英称：INTERNATIONAL NEWS REPORT 20xx）は、2014年3月31日からNHK BS1で放送されている報道番組である。番組タイトルの数字は西暦での放送年を示したものであり、2025年1月6日からは『国際報道2025』（こくさいほうどう にせんにじゅうご、英称：INTERNATIONAL NEWS REPORT 2025）と題して放送されている。

## 概要
日本国内外の最新ニュースを、現地からの中継やリポートを交えながらいち早く伝えることをコンセプトにした本格的な国際ニュース番組。日本放送協会 (NHK) が海外にも持つ取材網を駆使してそれらを伝える。
メインニュース、特集コーナーの他、世界の放送局のニュースをまとめて伝える「Check!世界の放送局」、世界の旬のトレンドをまとめて伝える「せかトレ」、NHK特派員による各国での食のレポート「特メシ」、世界各地の表情や文化を伝える「WORLD LOUNGE」（2014年度及び2015年度は火曜から金曜、月曜はスポーツコーナー）で構成されている。2014年度及び2015年度は、経済関連のニュースを伝える「国際報道BIZ」も設定されていた。また前番組同様、「ABCニュースシャワー」のキーワードの解説部分が「Today's Word」として放送されている（2017年度に終了）。「WORLD LOUNGE」「特メシ」は前番組同様、一部の回を除き公式ページでの動画配信を行っている。
なお、2015年にリニューアルしたNHKデータオンラインでは、当番組、『キャッチ!世界のトップニュース』、『ワールドニュース・アジア』（14時台）の3番組で放送された内容を抜粋し、文章（テキスト）として配信している。
番組は長らく50分枠で放送されていたが、2019年4月1日からは40分枠での放送になった。この放送時間短縮に伴い、「WORLD LOUNGE」のコーナーは2018年度の放送をもって終了した。ただし重大ニュースが相次いだ場合には10分延長し、50分枠での放送になる場合もある。
BS1の番組ではあるが、地上波・総合テレビでも特別番組として放送したケースがある。2021年3月29日からは総合テレビでも当日深夜（翌日未明）に録画ネットで放送することを同年2月10日に発表。それに伴い、NHKプラスでの見逃し配信も同年3月30日から開始した。
総合テレビでの録画ネット開始当初は放送時間が固定されていなかったが、2022年4月5日からは火曜日 - 土曜日4:20 - 5:00（6時間20分遅れ）に録画ネット時間が固定された。
なお、NHK公式ウェブサイトや、編成用資料として関係者に配布される基本番組表では総合テレビでの再放送が行われるその日（火曜日 - 土曜日）の早朝番組扱い（基点4:00）となっているが、新聞の番組表においては前日（月曜日 - 金曜日）の最終番組扱いとされている。
2023年12月1日午前0時からBS放送の再編が行われたが、当番組は同日以後も2KのNHK BSにて継続して生放送される。総合テレビのディレーも従来通り変更されずに放送される。
2024年4月からは放送時間を5分延長の45分番組となり、BSでの本放送が22:00 - 22:45、総合でのディレーは翌朝4:15 - 5:00となる。また、『BSニュース World+Biz』が同年3月をもって終了となるため、本番組はBSにおける唯一の生放送の報道番組になった。併せて、NHKワールド JAPANのホームページ上においても、同時配信ならびに見逃し配信を開始した。なお、日本国内からのインターネット視聴は既に類似サービスであるNHKプラスが行われていることや受信料制度との整合性の観点から配信対象外となっており、不可能となっている。

### 放送休止となる場合
- 祝日・お盆・年末年始（以上、特集編成のため）。ただし、お盆期間の前後に夏季オリンピック放送に伴う休止期間が設けられている場合は通常通り放送される年度がある。
- オリンピック期間中[注 8][20]。
  - ただし、2022年2月の北京オリンピック期間中は本番組の放送時間帯と重なる競技中継をサブチャンネル（BS102ch）での放送に迂回させる措置を行ったため、祝日編成となった2月11日を除き休止せず、通常通り放送された[21]。
- パラリンピック期間中[注 8]
  - 2021年8月23日 - 9月3日[注 9]は東京パラリンピック放送に伴い、BS1・総合共に休止となった[22]。パラリンピック放送に伴う長期休止は東京大会が初めてである。
  - 2024年8月29日 - 9月7日はパリパラリンピック放送に伴い、総合テレビ（NHKプラス含む）のみ、再放送を休止した[23]。
- 該当時間にスポーツ中継（サッカーワールドカップアジア最終予選・テニス・カーリング等）がある場合、休止もしくはサブチャンネルで放送される場合と対応が異なる[24]。なお、休止にならずに放送時間を変更して放送される場合もある（プロ野球のリーグ優勝または日本シリーズの優勝決定がかかる試合などが該当）。
- 衆議院・参議院の総務委員会におけるNHK予算審議の録画中継や台風・大雨・地震などに伴う特設ニュースを放送する場合[25]、毎年6月下旬から7月前半のウィンブルドンテニス中継が延長した場合[26]（火曜日 - 土曜日未明の総合テレビでの再放送のみ。その場合はNHKプラスでの見逃し配信も行われない）。また、再放送が開始されても途中で緊急ニュースなどにより打ち切られた場合はNHKプラスでの見逃し配信は行われない。
- 2021年12月25日・28日・29日未明（24日・27日・28日深夜）の総合テレビでの再放送は年末特集編成のため休止となり、この3日間はNHKプラスでの見逃し配信も行われなかった[27]。
- 以下の事情により、一部の地域で放送を休止する場合がある。なお、放送を休止する地域でもNHKプラスを利用すれば補完視聴することが出来るほか、BSが受信できる環境があれば本放送で視聴することも可能である。
  - 放送機器の保守整備により一部地域で総合テレビの深夜放送を休止する場合[28]（関東地方で深夜放送を休止する場合はNHKプラスでの見逃し配信も行われない[注 10]）。
  - 2022年10月14日の総合テレビでの録画放送と翌15日早朝の総合テレビでの再録画放送は、近畿地方では『祝 鉄道150年“鉄夜”で鉄オタ選手権』を14日23:45 - 15日5:00に放送（当時、大阪放送局にて行われていた『めっちゃ関西 秋の1ch感謝祭』の一環も兼ねたもの）したため、放送を休止した[29][30]。

### 異時放送
- ロシアのウクライナ侵攻の影響で、国際情勢が緊迫化していることから、2022年3月1日より総合テレビでは録画ネット時刻を繰り上げ、23:45 - 24:25（概ね『時論公論』終了後から）に放送していた[31][32]。NHKプラスでも通常の見逃し配信に加え、臨時に同時配信でも配信されていた。前述のとおり、2022年度の改編に伴い、翌日4:20 - 5:00への移設が決定していたが、23:45 - 24:25での放送も併せて行われていた[33]。この措置は、2023年3月17日放送分を最後に終了した[12]。
- 2023年11月7日は、イスラエルとパレスチナ・ハマスによる軍事衝突から1か月が経過したことから、放送時間を延長し23:30までの90分スペシャルとして放送することになったが、地上波・総合では放送時間の都合により、11月8日早朝のディレイ放送時間を通常の4:20からではなく1:40-3:10（7日深夜）に繰り上げ、通常の当該時間帯は映像散歩を4:40まで拡大して放送することで対応した。

## 出演者

### 現在
- 辻浩平（キャスター。前NHKウラジオストク支局長）- 2025年3月31日 -
- 酒井美帆（キャスター。フリーアナウンサー） - 2018年4月2日 -
- 藤重博貴（キャスター。NHKアナウンサー） - 2025年3月31日 -

### 過去
|                |                | キャスター  | キャスター  | キャスター | キャスター |
| 月 - 金曜日    | 月 - 金曜日    | 月曜日      | 火 - 金曜日 |            |            |
| -------------- | -------------- | ----------- | ----------- | ---------- | ---------- |
| 2014年3月31日  | 2014年8月27日  | 有馬嘉男◎   | 有馬嘉男◎   | 黒木奈々   | 黒木奈々   |
| 2014年8月28日  | 2015年3月27日  | 有馬嘉男◎   | 有馬嘉男◎   | [ 注 12 ]  | [ 注 12 ]  |
| 2015年3月30日  | 2015年7月13日  | 有馬嘉男◎   | 有馬嘉男◎   | 黒木奈々   | 藤田真奈美 |
| 2015年7月14日  | 2015年7月24日  | 有馬嘉男◎   | 有馬嘉男◎   | 藤田真奈美 | 藤田真奈美 |
| 2015年7月27日  | 2015年8月31日  | 有馬嘉男◎   | 有馬嘉男◎   | [ 注 12 ]  | 藤田真奈美 |
| 2015年9月1日   | 2016年4月1日   | 有馬嘉男◎   | 有馬嘉男◎   | 藤田真奈美 | 藤田真奈美 |
| 2016年4月4日   | 2016年10月21日 | 田中淳子◎   | 児林大介〇  | 増井渚     | 増井渚     |
| 2016年10月24日 | 2017年3月31日  | 田中淳子◎   | 佐藤誠太〇  | 増井渚     | 増井渚     |
| 2017年4月3日   | 2018年3月30日  | 花澤雄一郎◎ | 松岡忠幸〇  | 増井渚     | 増井渚     |
| 2018年4月2日   | 2019年3月29日  | 花澤雄一郎◎ | 松岡忠幸〇  | 酒井美帆   | 酒井美帆   |
| 2019年4月1日   | 2020年3月27日  | 池畑修平◎   | 池畑修平◎   | 酒井美帆   | 酒井美帆   |
| 2020年3月30日  | 2021年3月26日  | 池畑修平◎   | 今井翔馬〇  | 酒井美帆   | 酒井美帆   |
| 2021年3月29日  | 2022年4月1日   | 油井秀樹◎   | 今井翔馬〇  | 酒井美帆   | 酒井美帆   |
| 2022年4月4日   | 2023年3月31日  | 油井秀樹◎   | 角谷直也〇  | 酒井美帆   | 酒井美帆   |
| 2023年4月3日   | 2025年3月28日  | 油井秀樹◎   | 栗原望〇    | 酒井美帆   | 酒井美帆   |
| 2025年3月31日  | 現在           | 辻浩平◎     | 藤重博貴〇  | 酒井美帆   | 酒井美帆   |

- 岩田明子（フリージャーナリスト。2023年3月まではNHK解説委員兼政治部記者）国際情勢と日本国政府との関係の解説担当：金曜日

◎=NHK記者（ゴシック=総合司会）
〇=NHKアナウンサー

## 番組内容を巡る批判
- 2022年8月31日放送分において、出入国在留管理庁（入管）の密着取材に関する特集を行い、母国への帰国を拒否する外国人たちの滞在が長期化し、国の費用負担増加に繋がっていることや在留資格のない外国人に対して、入管が帰国を促す様子などを報じたが、NPO法人の「移住者と連帯する全国ネットワーク」（移住連）は「放送内容が実態とは異なる」、「入管側の主張を一方的かつ無批判に伝えている」として、同年9月6日にNHK会長の前田晃伸などに対して抗議文を送付した[34][35]。その後、前述の特集の際に使用した在留資格を失った外国人数の推移を示すデータについて、不適切な使い方をしていたことが判明したとして、同年9月12日放送分において、番組出演者が謝罪した[36]。